# Куп три нације 2008.
Куп три нације 2008. (службени назив: 2008 Tri Nations Series) је било 13. издање овог најквалитетнијег репрезентативног рагби такмичења Јужне хемисфере.
Такмичење је освојио Нови Зеланд.

## Учесници
Напомена:
|   | Селекција                          | Стадион                             | Селектор          | Капитен             |
| - | ---------------------------------- | ----------------------------------- | ----------------- | ------------------- |
| 1 | Рагби репрезентација ЈАР           | Сокер сити, Јоханезбург (94 700)    | Петер де Вилијерс | Џон Смит (рагбиста) |
| 2 | Рагби репрезентација Новог Зеланда | Еден Парк, Окланд (50 000)          | Сер Грејам Хенри  | Родни Со'ојало      |
| 3 | Рагби репрезентација Аустралије    | Стадион Аустралија, Сиднеј (84 000) | Роб Динс          | Џорџ Смит           |

## Такмичење
Нови Зеланд - Јужна Африка 19-8
Нови Зеланд - Јужна Африка 28-30
Аустралија - Јужна Африка 16-9
Аустралија - Нови Зеланд 34-19
Нови Зеланд - Аустралија 39-10
Јужна АФрика - Нови Зеланд 0-19
Јужна Африка - Аустралија 15-27
Јужна Африка - Аустралија 53-8
Аустралија - Нови Зеланд 24-28

## Табела
|   | Селекција   | ИГ | Д | Н | И | ПД  | ПП  | ПР  | БП | Б  |  |
| - | ----------- | -- | - | - | - | --- | --- | --- | -- | -- |  |
| 1 | Ол блекси   | 6  | 4 | 0 | 2 | 152 | 106 | +46 | 3  | 19 |  |
| 2 | Валабиси    | 6  | 3 | 0 | 3 | 119 | 163 | -44 | 2  | 14 |  |
| 3 | Спрингбокси | 6  | 2 | 0 | 4 | 115 | 117 | -2  | 2  | 10 |  |

| Победник Купа три нације 2008. |
| ------------------------------ |
| Нови Зеланд 9. титула          |

## Индивидуална стастика
Највише поена
- Ден Картер 82, Нови Зеланд

Највише есеја
- Џонги Нокве 4, Јужна Африка